# Манолакос, Ник
Ник Т. Манола́кос (англ. Nick T. Manolakos; род. 5 апреля 1951, США) — греко-американский педагог и политик-республиканец, член Палаты представителей Делавэра. Член Американо-греческого прогрессивного просветительского союза (AHEPA).

## Биография
Окончил Делавэрский университет со степенями бакалавра антропологии (1973) и магистра наук в области профобразования (1981), а также Уилмингтонский колледж (сегодня — Уилмингтонский университет) со степенью доктора педагогики (1997).
С 1979 года работает в области среднего образования в Уилмингтоне (Делавэр), в том числе заместителем директора и директором школ, а также президентом Ассоциации директоров школ Делавэра.
В 2009 году Палата представителей Делавэра приняла внесённую Ником Манолакосом резолюцию в поддержку религиозной свободы для Вселенского Патриархата. В резолюции, являющейся частью инициированного в 2006 году Орденом святого апостола Андрея проекта «Religious Freedom Resolutions», содержится призыв к правительству Турции уважать религиозные свободы и права греческого православного меньшинства в преимущественно мусульманской стране после десятилетий юридических споров, конфискации имущества и закрытия в 1971 году единственной православной духовной семинарии в Турции — Халкинской богословской школы.
Член Ротари-клуба.

## Личная жизнь
В браке с Полой Манолакос имеет дочь Афину и сына Ника-младшего. Проживает в Уилмингтоне.
Прихожанин греческой православной церкви.